# روبرت هولمز (مهندس)
روبرت هولمز (بالإنجليزية: Robert West Holmes)‏ هو مهندس نيوزيلندي، ولد في 25 سبتمبر 1856، وتوفي في 8 فبراير 1936.